# Desmond Nakano
Pour les articles homonymes, voir Nakano (homonymie).
 (avril 2019).
Si vous disposez d'ouvrages ou d'articles de référence ou si vous connaissez des sites web de qualité traitant du thème abordé ici, merci de compléter l'article en donnant les références utiles à sa vérifiabilité et en les liant à la section « Notes et références ».
Desmond L. Nakano, né en 1953, est un réalisateur américain d'origine japonaise, aussi scénariste, compositeur de musique de film et acteur.

## Filmographie

### Réalisation
- 1995 : White Man (White Man's Burden)
- 2007 : American Pastime

### Scénario
- 1986 : Sans issue
- 1989 : Last Exit to Brooklyn
- 1992 : Sans rémission (American Me)
- 1995 : White Man (White Man's Burden)
- 2007 : American Pastime